# Mesohomotoma lineaticollis
Mesohomotoma lineaticollis är en insektsart som beskrevs av Günther Enderlein 1914. Mesohomotoma lineaticollis ingår i släktet Mesohomotoma och familjen Carsidaridae. Inga underarter finns listade i Catalogue of Life.